# Mike and Jake as Heroes
Mike and Jake as Heroes è un cortometraggio del 1913 diretto da Allen Curtis. Prodotto e distribuito dall'Universal Film Manufacturing Company (con il nome Joker), uscì in sala il 17 dicembre 1913.